# SC DHfK Leipzig
Ne doit pas être confondu avec SC Leipzig.
Le  SC DHfK Leipzig  (nom complet en allemand : Sportklub Deutsche Hochschule für Körperkultur Leipzig, soit Club sportif de l'École supérieure allemande de culture physique de Leipzig) est un club omnisports situé à Leipzig en Allemagne. Il compte environ 2 000 licenciés et est en relation avec l’université de Leipzig.

## Historique
Le SC DHfK Leipzig fut la vitrine de la Deutsche Hochschule für Körperkultur de Leipzig, l’institut supérieur des sports qui fut l’« usine à champions » du sport de la est-allemand des années 1950 aux années 1980. 93 de ses athlètes ont été médaillés olympiques. Au maximum de ses activités, il abritait 33 disciplines différentes. Il est devenu un club sportif traditionnel en 1990 à la chute du système communiste. 

## Disciplines actuelles
- athlétisme
- aviron
- course d'orientation
- canoë-kayak
- cheerleading
- cyclisme
- handball : Voir  SC DHfK Leipzig (handball)
- handisport
- natation
- natation synchronisée
- plongeon
- roller de vitesse
- triathlon
- unihockey

## Disciplines interrompues
- badminton
- biathlon
- bobsleigh
- boxe
- combiné nordique
- escrime
- football (une seule saison : 1954-55)
- gymnastique
- lutte
- patinage artistique
- rugby à XV
- voile
- volley-ball

## Athlètes célèbres

### Médaillés olympiques
- Uwe Ampler
- Judith Arndt
- Karin Balzer
- Bärbel Eckert
- Christian Gille
- Margitta Gummel
- Martina Hellmann
- Regina Höfer
- Manfred Kokot
- Barbara Krug
- Jens Lehmann
- Ingrid Lotz
- Thomas Munkelt
- Kristin Otto
- Jan Schur

### Autres athlètes célèbres
- Steffen Bringmann
- Bert Grabsch
- Ralf Grabsch
- Kerstin Knabe
- Wolfgang Nordwig
- Uwe Raab